# Бронсон-авеню (Оттава)

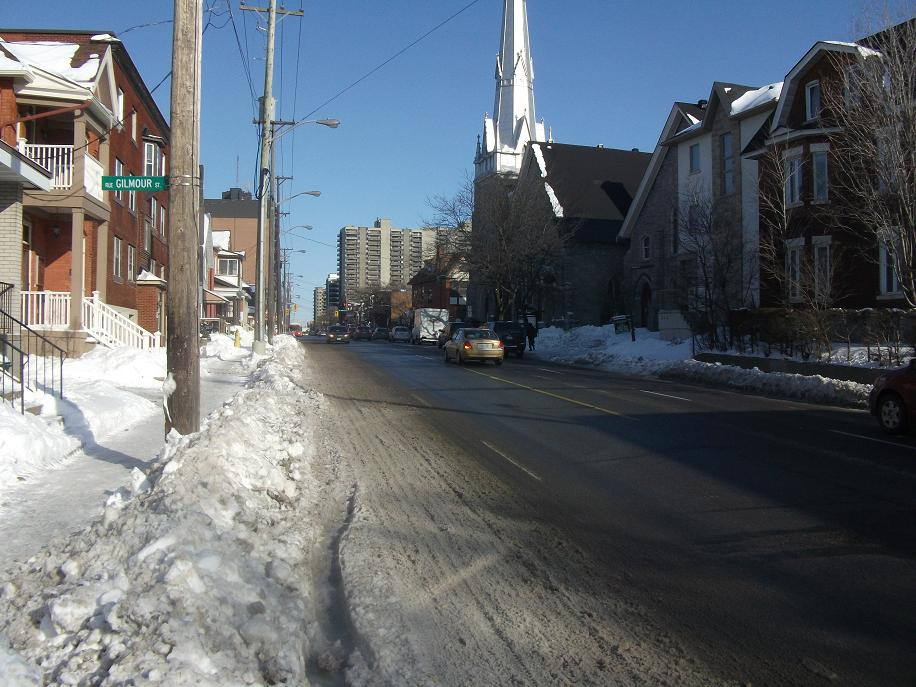
Вид на Бронсон-авеню к северу от Гилмур-стрит.

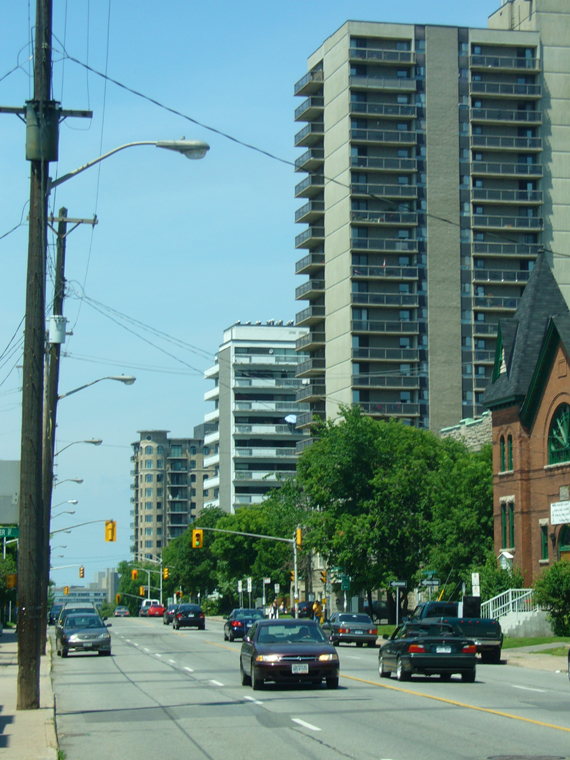
Вид на Бронсон-авеню на север с Сомерсет-стрит.

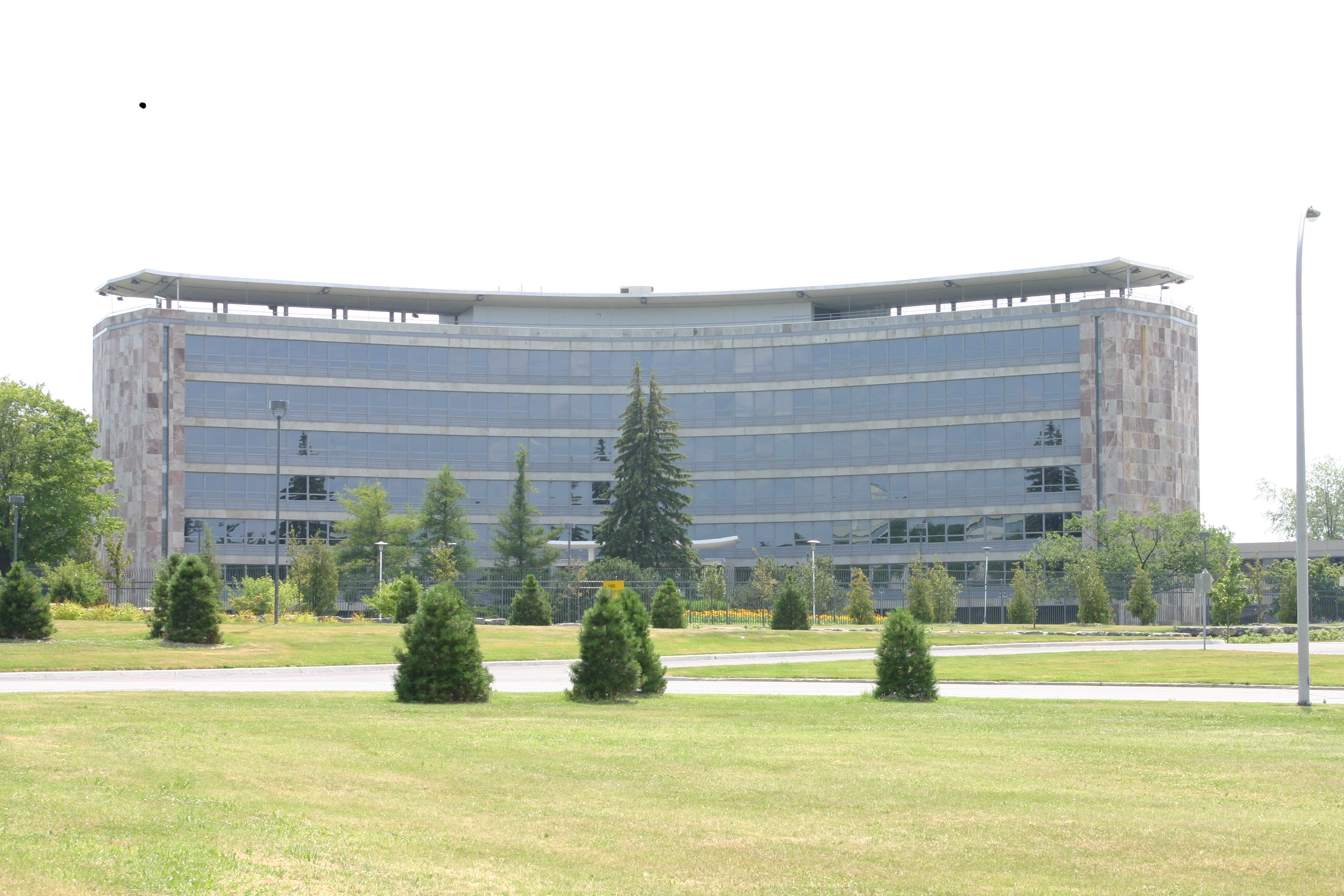
Здание Эдварда Блейка, угол с Риверсайд-драйв (южная часть Бронсон-авеню).

Бронсон-авеню, англ. Bronson Avenue, или Оттавская дорога № 79, англ. Ottawa Road #79 — крупная улица, идущая с севера на юг г. Оттава. Начинается в Даунтауне в районе Спаркс-стрит, проходит через Сентртаун, Глиб, Олд-Оттава-Саут (вдоль Карлтонского университета и за рекой Ридо переходит в Аэропорт-паркуэй — магистраль, ведущую к Международному аэропорту Макдональда-Картье.
Улица получила название в честь «барона лесной промышленности» Генри Франклина Бронсона.

## География
Улица возникла как небольшая дорога в центре города, начинавшаяся к северу от Альберт-стрит, однако движение по ней вскоре стало интенсивным, и улица стала расти. В настоящее время Бронсон-авеню — 4-полосная (в обоих направлениях) городская транспортная артерия, проходящая через жилые и коммерческие районы. Ограничение скорости составляет 50 км/ч от Альберт-стрит до Колонел-Бай-драйв, а далее она расширяется до 6 полос в обоих направлениях с ограничением в 70 км/ч. К югу от Саннисайд-авеню улица превращается в оживлённую автомагистраль, ведущую в сторону Аэропортового шоссе (Airport Parkway).
Бронсон-авеню соединяет центр Оттавы с её южными районами; движение по Бронсон-авеню обычно быстрее, чем по параллельной Бэнк-стрит, и довольно интенсивно, особенно в часы пик.
Бронсон-авеню проходит вдоль Глибского колледжа-института и Карлтонского университета.

## Районы
Бронсон-авеню является границей нескольких районов Оттавы:
- Сентертаун
- Сентертаун-Уэст
- Глиб
- Олд-Оттава-Саут

## Основные перекрёстки
Основные перекрёстки (с севера на юг):
- Альберт-стрит — 0,1 км
- Слейтер-стрит — 0,3 км
- Сомерсет-стрит — 0,8 км
- Гладстон-авеню — 1,2 км
- Кэтрин-стрит — 1,5 км
- Магистраль 417 — 1,6 км
- Карлинг-авеню — 2,0 км
- Колонел-Бай-драйв — 2,9 км
- Саннисайд-авеню — 3,4 км
- Риверсайд-драйв — 4,3 км

## Достопримечательности
- Благотворительный Бронсон-центр
- Карлтонский университет
- Маленькая Италия